# 巴隆
巴隆（法語：Ballon，法語發音：[balɔ̃] ⓘ）是法国萨尔特省的一个旧市镇，属于勒芒区。2016年，巴隆与市镇圣马尔苏巴隆合并为新市镇巴隆-圣马尔，巴隆为新市镇行政中心。

## 地理
巴隆（48°10'33"N, 0°14'7"E）面积13.41 平方千米，位于法国卢瓦尔河地区大区萨尔特省，该省份为法国西北部内陆省份，北起顺时针与奥恩省、厄尔-卢瓦省、卢瓦-谢尔省、安德尔-卢瓦尔省、曼恩-卢瓦尔省和马耶讷省接壤，是法国大西部的入口，连接卢瓦尔河谷、布列塔尼和巴黎盆地。
与巴隆接壤的市镇（或旧市镇、城区）包括：卢塞苏巴隆、泰耶、苏利涅苏巴隆。

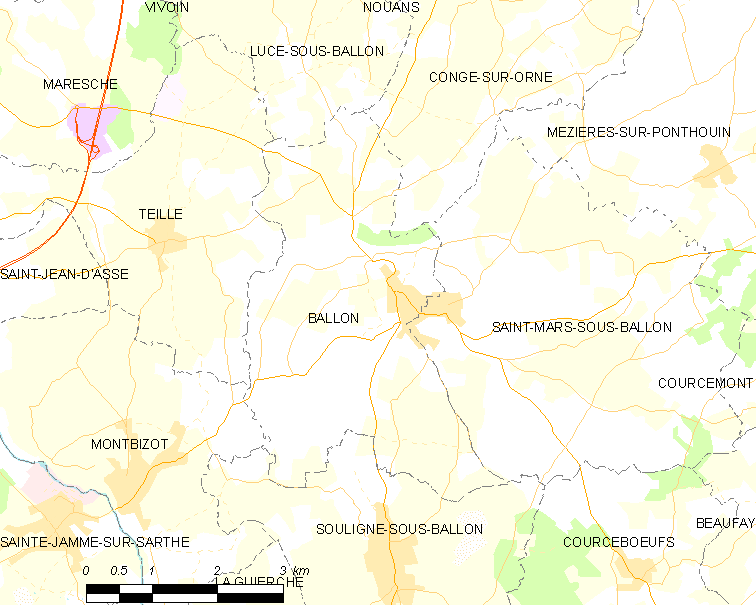
巴隆的OSM定位图

巴隆的时区为UTC+01:00、UTC+02:00（夏令时）。

## 行政
巴隆的邮政编码为72290，INSEE市镇编码为72023。

## 政治
巴隆所属的省级选区为博内塔布勒县。

## 人口

1962-2008年间巴隆人口变化图示

巴隆于2018年1月1日时的人口数量为1379人。